# Psicología del color

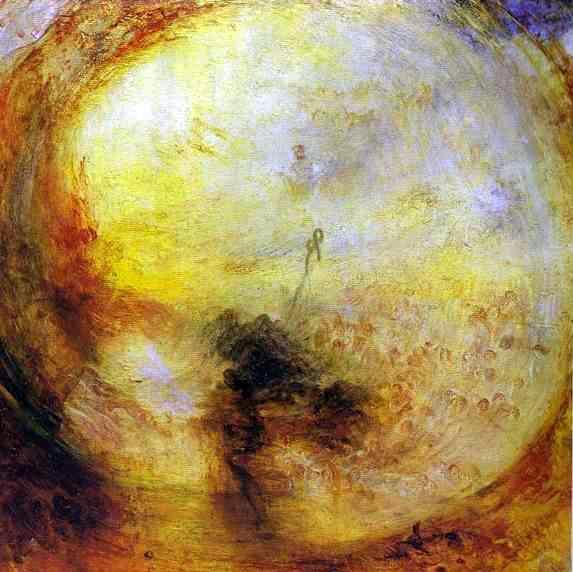
Luz y color, óleo de Joseph Mallord William Turner, inspirado en la teoría del color de Goethe.

La psicología del color es un campo de estudio que está dirigido a analizar el efecto del color en las percepciones de la conducta humana.  Desde el punto de vista estrictamente médico, todavía es una ciencia "inmadura" en la corriente principal de la psicología contemporánea, teniendo en cuenta que muchas técnicas adscritas a este campo pueden categorizarse dentro del ámbito de la pseudociencia. 
Sin embargo, en un sentido más amplio, el estudio de la percepción de los colores constituye una consideración habitual en disciplinas como el diseño, la arquitectura, la moda, la señalética, la publicidad y el arte.

## Orígenes
La psicología del color tuvo incidencia en la psicología humana desde tiempos remotos, circunstancia que se expresaba y sintetizaba simbólicamente. Entre muchos ejemplos, en la antigua China los puntos cardinales eran representados por los colores azul, rojo, blanco y negro, reservando el amarillo para el centro (por tanto, el amarillo fue tradicionalmente el color del imperio chino).
De igual forma, los mayas de América central relacionaban Este, Sur, Oeste y Norte con los colores rojo, amarillo, negro y blanco respectivamente. En Europa los alquimistas relacionaban los colores con características de los materiales que utilizaban, por ejemplo, el rojo para el azufre, el blanco para el mercurio y el verde para ácidos o disolventes.

### Precursores
Uno de los primeros  que analizó las propiedades del color fue Aristóteles, quien describió los "colores básicos" relacionados con la tierra, el agua, el cielo y el fuego (los cuatro elementos de la naturaleza). 
Plinio el Viejo también aborda el tema del color en el penúltimo de los últimos tres libros, más concretamente en el libro 35 de la Historia Naturalis. Ellos constituyen un conjunto, cuyo interés principal radica en que pueden considerarse el tratado de historia del arte más antiguo que ha llegado hasta nosotros.
En el siglo XIII, sir Roger Bacon registró sus observaciones sobre los colores de un prisma atravesado por la luz, atribuyendo el fenómeno a propiedades de la materia.
Con posterioridad a este, entre los siglos XIV y XV, Cennino Cennini escribe el que sería el más famosos tratado de técnicas artísticas en las que hace cuidadosas observaciones acerca de los colores.
Más tarde Leonardo da Vinci clasificó como colores básicos al amarillo, verde, azul y rojo de acuerdo a aquellas categorías de Aristóteles, agregando al color blanco como receptor de todos los demás colores y el negro -la oscuridad- como su ausencia. 
Recién a comienzos del siglo XVIII, Isaac Newton plantearía los fundamentos de la teoría lumínica del color, base del desarrollo científico posterior.

### Bases de la psicología del color
El precursor de la psicología del color fue el poeta y científico alemán Johann Wolfgang von Goethe (1749-1832), que en su tratado Teoría del color, se opuso a la visión meramente física de Newton, proponiendo que el color en realidad depende también de nuestra percepción, en la que se halla involucrado el cerebro y los mecanismos del sentido de la vista. De acuerdo con la teoría de Goethe, lo que vemos de un objeto no depende solamente de la materia; tampoco de la luz de acuerdo a Newton, sino que involucra también a una tercera condición que es nuestra percepción del objeto. De aquí en más, el problema principal pasó a ser la subjetividad implícita de este concepto novedoso.
Sin embargo, tal subjetividad no radica en los postulados de Goethe, sino en la misma base física del concepto de color, que es nuestra percepción subjetiva de las distintas frecuencias de onda de la luz, dentro del espectro visible, incidiendo sobre la materia.

## Teoría del color de Goethe
Goethe intentó deducir leyes de armonía del color, incluyendo los aspectos fisiológicos del tema, vale decir, de qué forma nos afectan los colores, y —en general— el fenómeno subjetivo de la visión. En este campo, analizó por ejemplo los efectos de las post-visión, y su consecuencia en el concepto de colores complementarios, deduciendo que la complementariedad es una sensación que como tal, no se origina en cuestiones físicas relativas a la incidencia lumínica sobre un objeto, sino por el funcionamiento de nuestro sistema visual.
Johann Eckermann refiere una cita de los últimos años de Goethe mostrando la importancia que este le asignaba a la cuestión: 
"De todo lo que he hecho como poeta, no obtengo vanidad alguna. He tenido como contemporáneos buenos poetas, han vivido aún mejores antes que yo y vivirán otros después. Pero haber sido en mi siglo el único que ha visto claro en esta ciencia difícil de los colores, de ello me vanaglorio, y soy consciente de ser superior a muchos sabios".
Farbenleherer fue ampliamente combatido y desacreditado por la comunidad científica de la época, sobre todo por su ataque a la óptica de Newton en cuanto a la generación del color mediante la refracción de un rayo de luz blanca incidente sobre un prisma. 
Desde el punto de vista de la teoría óptica algunas de las observaciones de Goethe han demostrado no estar tan erradas, pero por mucho tiempo prevaleció el descrédito sobre lo que se vio como un off-topic del famoso poeta.
Según Deane B. Judd hay tres razones para una lectura actual de la teoría del color de Goethe:
- Por la belleza y amplitud de sus conjeturas relacionando el color con la filosofía, que si bien en muchos casos representan sólo fantasías que deben ser evaluadas a la luz del conocimiento del siglo XIX, en otros llevan al lector a tomar conciencia de la armonía, de la estética y de la importancia y el significado del arte.
- Como guía para el estudio del fenómeno cromático, ya que en Farbenleherer un maestro de la prosa describe con claridad y abundancia de detalles la producción del color por todos los medios disponibles de aquella época, incluyendo el equipamiento necesario, cómo usarlo y anticipando los resultados que se obtendrán. Goethe tenía pasión por la observación cuidadosa, característica posiblemente inesperada en un director teatral y autor de ficción famoso.
- Como preparación para una visión libre de prejuicios en la búsqueda de nuevas soluciones al enigma del color. Quien lea las explicaciones de Goethe y las compare con la lógica del conocimiento actual sobre el tema, podrá convencerse de que al menos parte de sus teorías fueron desacreditadas demasiado pronto.

Ludwig Wittgenstein revisaría las teorías de Goethe en sus Observaciones sobre los colores.
Una mención de la Enciclopedia Británica[cita requerida] permite posiblemente redondear el contexto del problema:

Artistas y diseñadores han estudiado los efectos del color por siglos, y han desarrollado una multitud de teorías sobre el uso del color. El número y variedad de tales teorías demuestra que no pueden aplicarse reglas universales: la percepción del color depende de la experiencia individual.

## Teoría de los colores de Eva Heller (a partir del estudio de Goethe)
Eva Heller (1948-2008) fue socióloga, psicóloga y profesora de teoría de la comunicación y psicología de los colores. Entre sus obras destacan diversas publicaciones para niños: La verdadera historia de los colores (2006), así como novelas: A la tercera va la vencida(1990).
Según el estudio de Heller, la relación de los colores sobre los sentimientos y la razón demuestra cómo ambos no se combinan de manera accidental, pues sus asociaciones no son mera cuestión de gusto, sino experiencias universales que están profundamente enraízadas en nuestro lenguaje y en nuestro pensamiento. Proporciona una gran cantidad y variedad de información sobre los colores, como dichos y saberes populares, su utilización en el diseño de productos, los diferentes ‘test’ que se basan en colores, la curación por medio de ellos, la manipulación de las personas, los nombres y apellidos relacionados con colores, (el grado de erosión, corrupción o deterioro por factores naturales o artificiales) etc. Esta diversidad se convierte en una herramienta fundamental para todas aquellas personas que trabajan con colores: artistas, terapeutas, diseñadores gráficos e industriales, interioristas, arquitectos, diseñadores de moda, publicistas, entre otros. No son los métodos ni las posibilidades curativas de los medios empleados lo que aquí nos interesa incluso teniendo en cuenta las ‘terapias’ con colores conociendo que estos pueden compensar las carencias sentidas a partir de su uso.
Las terapias con color no tienen efecto secundario, pero tienen el efecto de no producir ningún resultado, ningún efecto y cuanto más ‘Mágicos’ sean su supuestos efectos más probable es su ineficacia. Subjetivamente el ‘color’ ha de permitir no solo a través de su simbolismo hacer comprender, entender o comunicar mejor dentro del marco artificial o reducir temor tanto de lo no artificial como de los artificial. Especialmente porque no solo muchas personas sino ‘artistas’ encuentran difícil el expresar ‘sentimientos’ en sus obras, por medio del lenguaje del “color”, dónde la ‘distracción’ no tiene ningún efecto duradero.
Así como un ‘color’ o ‘mezcla de color’ favorito que es tan sólo un criterio, no puede estar asociado a la idea de ‘belleza’ pues el concepto ‘favorito’ es subjetivo.
El color es una herramienta de comunicación útil a lo funcional por ejemplo la estética y la ‘belleza’ es un ideal cultural cuya herramienta puede ser la estética. Quien escoge un color para: ‘belleza’ no piensa necesariamente en el ‘color’.
Sólo se ve lo que se sabe que hay. Esta interpretación psicológica a partir del estudio de Eva Heller no solo nos explica que el acto de pintar en general favorece la concentración; ya que quien pinta tiene que ordenar sus ideas sobre lo que pinta distinguiendo lo esencial de lo superfluo, antes se ha de conocer (por ejemplo: mediante el efecto de un 'color' se comprende que depende del 'conocimiento' previo). Con frecuencia se sabe más de lo que se ve, pues se puede imaginar, reconstruir y reinterpretar. Esto se Debe a que el 'color' ha sido, es y será un lenguaje que responde a una necesidad a través de un mensaje y por tanto crea una funcionalidad. Que: 'si' gusta o 'no' gusta, pero que afecta a todos (emisor-medio-receptor) no solo es interpretar el medio.

## Colores psicológicos
Esta interpretación psicológica a partir del estudio de Heller no sólo nos explica que el acto de pintar en general favorece la concentración; ya que quien pinta tiene que ordenar sus ideas sobre lo que pinta distinguiendo lo esencial de lo superfluo, antes se ha de conocer (por ejemplo: mediante el efecto de un 'color' se comprende que depende del 'conocimiento' previo). Normalmente quien se propone usar los 'colores' de forma creativa, en la mayoría de las veces combina las cualidades de un color con 'cosas' que poseen esas mismas cualidades. Mientras en un diseño creativo el 'color' es superfluo dado que ha de primar la funcionalidad o cuando se repite como concepto presentándose en diferentes soluciones. No es la abundancia de 'tonos' diferentes lo que hace el crear la obra sino la limitación a unos pocos colores.

### Reglas
Ideal cromático:
"Arte (en su uso 'cromático') se define como el uso
y combinación psicológica de los colores con efecto contrario,
contradictorio y muy llamativamente" (Eva Heller)
"Arte es educar al humano para este ser mejor
al igual que para mejorar su gusto al superar la dificultad social del rango
sin contrariedad hacia la armonía por la jerarquía." (Goethe)
Para el uso y comprensión de esta 'paleta de color' se ha de seguir un patrón común de estudio entre las 'culturas' que usan color:
1/ Se ha de investigar los 'colores' asociados según 'conceptos afines'.
2/ El 'Color' al usarse ha de parecer cotidiano y reconocerse sin confusión posible.
3/ Se ha de entender: que en la diversidad 'cultural' se dan diferentes modos de 'interpretación' del 'color'.
4/ Se ha de conocer y entender: la influencia dada por la 'tecnología' y la 'finalidad en uso' durante el momento histórico.
5/ Lo inesperado e inusual produce siempre una impresión desagradable si se siente como algo impropio.
6/ Se despiertan sentidos negativos cuando su empleo no es funcional.
7/ Es necesario colorear con un 'orden' que dé al menos impresión de 'armonía' en la creación.
8/ Distinguir lo esencial de lo superfluo.
9/ Mediante el efecto de un 'color' se comprende que depende del 'conocimiento' previo.